# Pilote automatique

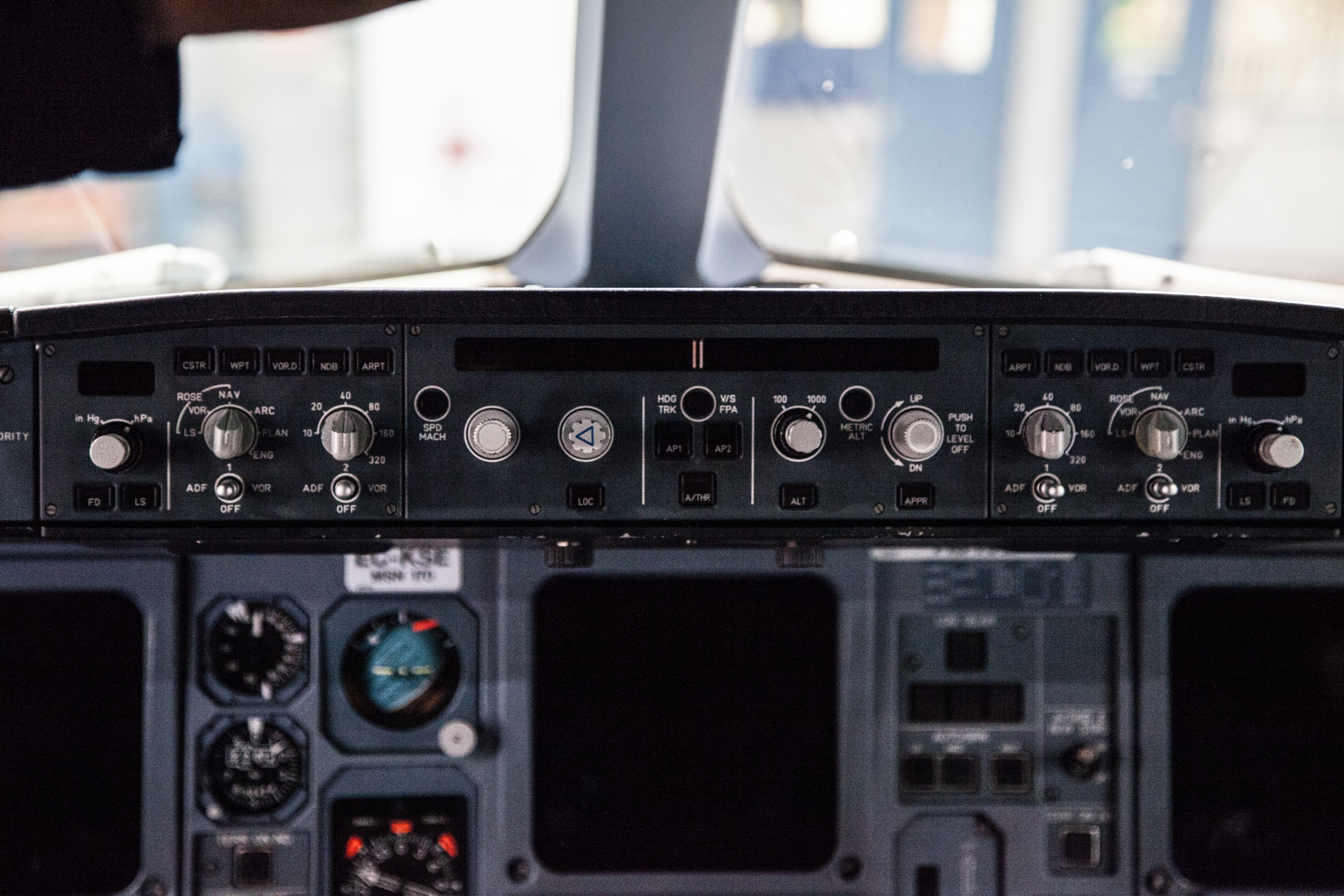
Tableau d'affichage du pilote automatique dans un cockpit d'Airbus A340.

Un pilote automatique est un dispositif de conduite automatique d'un véhicule sans intervention humaine, mais dans le domaine automobile l'expression est également utilisée pour des systèmes conduits par des humains.
Il s'agit plus précisément d’un système utilisé pour contrôler la trajectoire d'un véhicule sans qu’un contrôle constant par un opérateur humain soit nécessaire. Les pilotes automatiques ne remplacent pas un opérateur humain, mais permettent de les aider à contrôler le véhicule, ce qui leur permet de se concentrer sur des aspects plus généraux de fonctionnement, comme la surveillance de la trajectoire, de la météo ou des systèmes. Les pilotes automatiques sont utilisés dans les avions, les bateaux, les véhicules spatiaux, les missiles et plus récemment les automobiles. Les pilotes automatiques ont considérablement évolué au fil du temps : les plus anciens ne réalisaient qu’un maintien de trajectoire tandis que les plus récents sont capables d'effectuer des atterrissages automatiques sous la supervision d'un pilote humain. 

## Origines
La conduite d’un véhicule exige l'attention continue d'un pilote afin de permettre un déplacement avec un niveau de sécurité admissible. L’amélioration des techniques de construction aéronautique et navale a conduit à une inévitable augmentation de la durée des trajets. L'attention constante induisait ainsi une fatigue grave chez les pilotes. Au-delà de certaines durées de trajets, les limites humaines ne permettent pas de maintenir cette attention constante. Un pilote automatique est ainsi conçu pour effectuer certaines tâches du pilote, et le soulager.
Le premier pilote automatique, qui permettait à l'avion de voler à cap constant et altitude constante sans requérir l'attention du pilote, a été développé par Lawrence Sperry, fils du célèbre inventeur Elmer Ambrose Sperry, en 1912. Il en fit la démonstration en 1914 à un concours de sécurité de l'aviation tenu à Paris. En 1918, Sperry fonda la société « Sperry Corporation » qui produisait des composants pour les systèmes de navigation et de pilotage et qui commercialisait son pilote automatique. Elmer Sperry Jr., le fils de Lawrence Sperry poursuivit les travaux après la guerre sur le même pilote automatique. Il en résulta en 1930 un pilote automatique plus compact et fiable qui garda un avion de l'armée américaine sur la bonne trajectoire pendant trois heures.
Au début des années 1920, un pétrolier de la Standard Oil est devenu le premier navire à utiliser un pilote automatique. En 1930, le Royal Aircraft Establishment en Angleterre a développé un « assistant de pilotage » utilisant un gyroscope pneumatique agissant sur les commandes de vol.
Des pilotes automatiques spéciaux furent mis au point pour le vol en piqué d'avions bombardiers comme pour le Ju 87B. Ce pilote automatique commandait les aérofreins et forçait l'avion à effectuer une descente avec une très forte pente. Arrivé à basse altitude ou après largage des bombes, le pilote automatique relevait l'avion et le replaçait dans sa position initiale (voir aussi Stuka et Ernst Udet).
Le 23 août 1937, a lieu le premier atterrissage en mode automatique, le pilote ingénieur Carl Joseph Crane ayant expérimenté ce mode opératoire aux États-Unis, avec un Fokker Y1C-14B, remportant pour cette avancée notable le Trophy Mackay.
Le développement des pilotes automatiques a été poursuivi, notamment en ce qui concerne l'amélioration des algorithmes de contrôle et les servomécanismes hydrauliques. En outre, l'inclusion d'instruments supplémentaires, comme les aides de radionavigation, a permis le vol de nuit et par mauvais temps. En 1947, un Douglas C-54 Skymaster de l'US Air Force a effectué un vol transatlantique, y compris le décollage et l'atterrissage, complètement sous le contrôle d'un pilote automatique,.
Les systèmes de composants sont automatisés pendant les années 1960 : « Avec ces nouveaux tableaux de bord, chaque pièce communique avec l'autre, afin de déterminer quelle information doit être donnée aux pilotes et à quel moment. Pièce-clé, l'ordinateur de gestion de vol est principalement programmé au sol à partir des critères fournis par un responsable : il guidera le pilote automatique tout au long du trajet ». Pendant les années 1970, les appareils d'Airbus et Boeing équipent les compagnies mondiales, « transformant le pilote en simple observateur de la machine ». En 1987, Airbus présente l'A320, le premier avion à commandes de vol électrique, l'ordinateur interprétant les mouvements du pilote sur le manche et les transmettant ensuite aux ailes et à la queue de l'engin.

## Domaine aérien
Un pilote automatique peut être capable de réaliser différentes fonctionnalités, dont les principales sont : 
- La capture et la tenue d'altitude ;
- La capture et la tenue de cap ;
- L'amortisseur de lacet

Selon leur taille et leur complexité, les avions modernes peuvent être ou non équipés de pilote automatique réalisant l'ensemble ou une partie de ces fonctions. L'installation de pilotes automatiques dans des avions de plus de vingt sièges est généralement rendue obligatoire par la réglementation aérienne.
Sur les avions les plus modernes, et notamment les avions de ligne, des modes plus sophistiqués existent dont par exemple :
- le couplage avec le Flight Management System, chargé de la gestion de la trajectoire horizontale et verticale de l'avion selon le plan de vol renseigné par le pilote

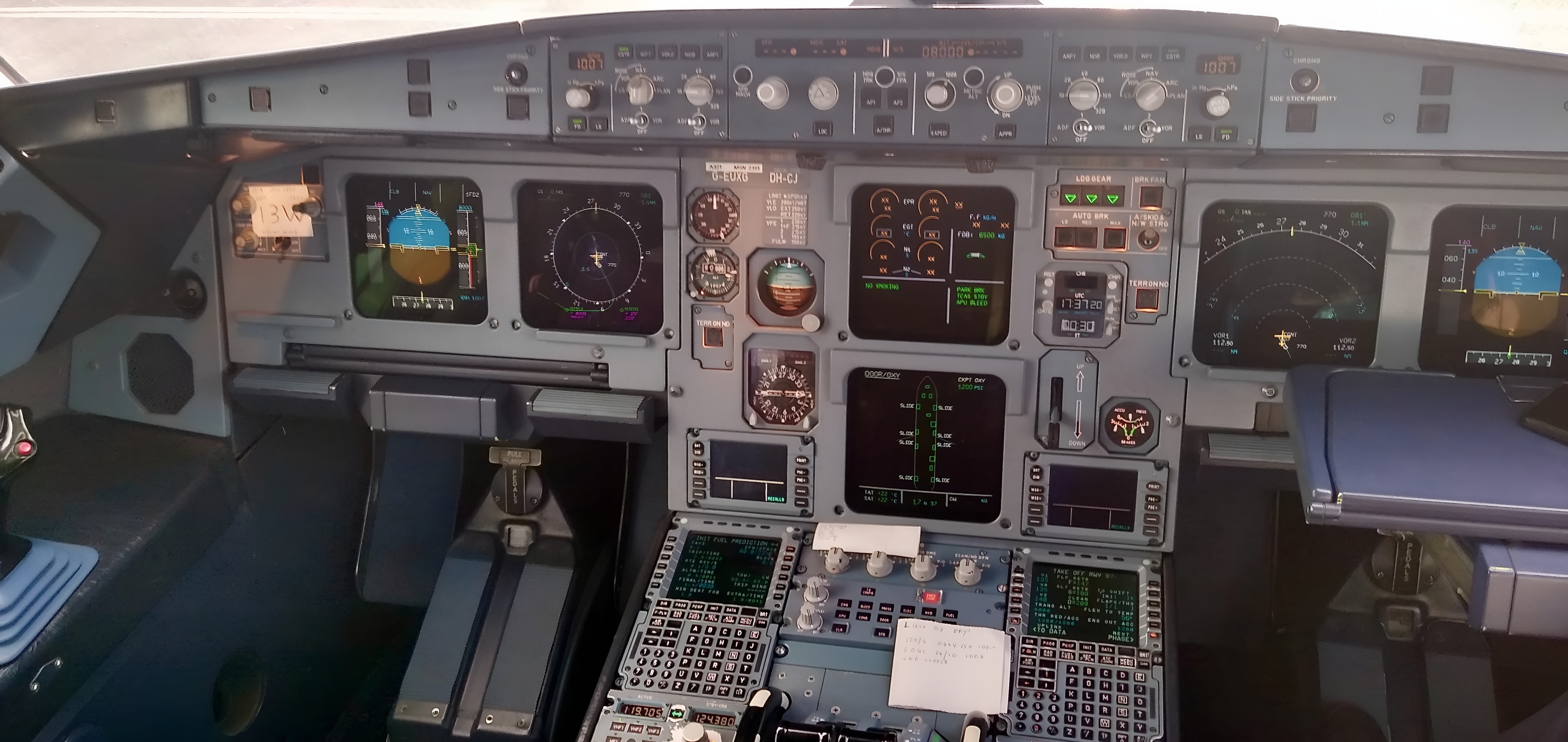
Cockpit de l'Airbus A321 et bandeau de commande du pilote automatique (partie supérieure de la planche de bord)

- Cockpit de l'Airbus A321 et bandeau de commande du pilote automatique (partie supérieure de la planche de bord)l'atterrissage automatique, pouvant se baser sur un système d'atterrissage aux instruments ou ILS. Cette fonction peut permettre, sur certains avions et certains aéroports, l'atterrissage dans des conditions de visibilité nulle.

Sur hélicoptères, des modes de maintien d'assiette (stabilisation), de tenue de position au-dessus d'un point donné (vol stationnaire), ou d'exécution de trajectoires en spirale s'élargissant pour effectuer de la recherche pendant les missions de sauvetages, peuvent également être disponibles.
Le pilote automatique est généralement utilisé en combinaison avec d'autres systèmes automatisés, comme l'automanette, qui permet de maintenir la vitesse ou le mach sélectionné.
En décembre 2019, Airbus a réalisé les premiers décollages entièrement réalisés par pilotage automatique pour un avion de ligne. Cette fonctionnalité n'est cependant pas pour l'instant déployée sur les avions en service.
Les membres de la communauté aéronautique donnent parfois au pilote automatique le surnom familier de Georges (George en anglais), comme s'il s'agissait d'un collègue,,.

## Domaine naval
Dans le domaine naval, un pilote automatique est un système permettant de conserver soit un cap, une route fond ou encore une allure au vent pour les voiliers.

### Pilote automatique
Le pilote automatique peut recevoir des informations par intervention humaine (réglages manuels : cap à suivre, état de la mer, angle de barre permanente, amplification de barre et de contre-barre, vitesse, état du navire (chargé ou à lège), etc.) ou d'une interface (entrée du cap à suivre à partir du plan de route enregistré et des informations d'un système de positionnement par satellites, d'un loch).
Le programme du calculateur comporte des algorithmes d'auto-apprentissage qui permettent d'optimiser son action dans le temps. Chaque mouvement de barre hors de l'axe ayant une composante qui nuit à l'avancement du navire, il est important de minimiser ces mouvements. Si le sillage du navire n'est pas quasi-rectiligne, si les mouvements de barre sont trop fréquents, on peut en déduire que le pilote automatique est mal réglé.
Pour cela le pilote doit remplir trois fonctions principales : mesurer, agir et communiquer. Les pilotes sont généralement constitués d’un système asservi qui reçoit une valeur consigne, calcule l’erreur entre le cap mesuré et la consigne, et agit sur la barre du bateau afin de maintenir la consigne. Le responsable doit également être en mesure d'indiquer le cap voulu et de visualiser le cap actuel, d’où la nécessité d’une communication via une interface homme-machine.
Les pilotes automatiques conçus pour les embarcations nautiques peuvent être séparés en deux groupes : les pilotes pour barres franche et les pilotes pour barres à roues. Ils sont également conçus pour un certain type d’embarcation qui est généralement indiqué par le biais d’un déplacement à ne pas dépasser. Les gammes de prix s’étendent de 600 € à plus de 2 000 € selon le type de barre et la robustesse du pilote automatique.

#### Mesure
La mesure du cap est généralement réalisée par un dispositif d’acquisition tel qu’un compas, qu'il soit magnétique, gyroscopique ou satellitaire. Ce dispositif peut être couplé avec un instrument mesurant les accélérations angulaires selon les directions de l’espace afin d’affiner la mesure du cap. On peut pour cela utiliser un gyroscope à trois axes tel que ceux des téléphones portables, ou encore une centrale inertielle.

#### Commande
Afin d’agir sur le cap, les mesures du compas doivent être traitées et envoyées à l’unité de commande. Celle-ci est le cerveau du système, c’est elle qui réalise les calculs et corrige l’asservissement. Le résultat de ces calculs est envoyé à l’actionneur. Celui-ci est généralement constitué d’un hacheur, d’un moteur (souvent de type courant continu) et d’un actionneur à proprement parler tel qu’un vérin. C’est ce dernier qui met la barre en mouvement. L’utilité de faire précéder le moteur par un hacheur est d’être en mesure de faire varier la vitesse de rotation du moteur, et par conséquent la vitesse de rotation du safran. Or faire varier la vitesse de déplacement du vérin est une composante particulièrement intéressante car elle permet de trouver le bon compromis entre une vitesse de déplacement du vérin trop faible qui conduirait à une dérive du navire et une vitesse trop élevée qui risquerait de conduire à des oscillations dangereuses pour la stabilité du système.

#### Affichage
La dimension interface homme-machine est primordiale car, comme expliqué en introduction, la sécurité ne peut être assurée par un pilote automatique qu’en présence d’un pilote humain. Le responsable doit donc pouvoir en permanence contrôler le bon déroulement de la conduite. Pour cela, le pilote automatique doit être muni d’un afficheur donnant le cap voulu et le cap actuel (ou éventuellement l’erreur entre les deux). Il doit également pouvoir afficher des messages d’erreur afin de prévenir le responsable d’un problème et pour que celui-ci puisse reprendre la main sur la conduite.

### Historique des pilotes automatiques dans le domaine naval

#### Pilotes automatiques
- Sur les grands navires, le pilotage automatique est apparu dans les années 1920, comme une application dérivée du compas gyroscopique breveté par l'inventeur américain Elmer Sperry. Le compas gyroscopique, insensible aux anomalies magnétiques, avait prouvé sa valeur lors de la première guerre mondiale, notamment en permettant l'appareillage de Portsmouth, et la remontée du Solent en plein brouillard, de l'escadre de l'amiral Sturdee, avec les croiseurs de bataille HMS Inflexible et HMS Invincible, malgré des compas magnétiques dérèglés. L'escadre arriva juste à temps aux îles Malouines pour en empêcher l'invasion et régler définitivement son compte à l'escadre de l'amiral Maximilian Von Spee qui venait de remporter une éclatante victoire navale sur l'escadre anglaise de l'Amiral Craddock à Coronel, au large de la Patagonie[11]. En interfaçant le gyrocompas avec la commande du servo-moteur de gouvernail il était assez facile de réaliser un pilote automatique conservateur de cap. Le premier navire à être équipé d'un pilote automatique Sperry fut un pétrolier de la Standard Oil, le J.A.Moffett, dès le début des années 1920. Par ailleurs, les torpilles « automobiles », inventées par l'ingénieur austro-hongrois Luppis et l'anglais Whitehead étaient équipées dès le début du XXe siècle d'un gyroscope conservateur de cap et de profondeur, agissant sur les axes de tangage et de lacet.
- En 1936 Marin-Marie, un peintre de marine pionnier de la navigation en solitaire, réalisa après sa première traversée de 1933 (voir plus bas) une seconde traversée transatlantique en solitaire sur une vedette à moteur diesel L'Arielle. Un inventeur français, M. Casel, se présenta à New-York peu avant le départ de la tentative et installa un pilote automatique électrique, précurseur des actuels appareils de type Autohelm[12]. Cet appareil utilisait des cellules photoélectriques pour détecter les écarts de route sur la rose d'un compas magnétique équipé de miroirs réflecteurs. Le signal était traité par des relais et gouvernait un moteur électrique agissant sur les drosses de barre et un système de lampes témoins avertissait le skipper des déviations de route et de l'action du pilote automatique. Sain dans son principe, mais trop fragile pour l'usage à bord d'un petit bateau humide et ballotté par la houle du large, le pilote automatique de Casel contribua cependant à la réussite du voyage. Il est l'ancêtre direct des pilotes automatiques modernes pour petits bateaux, à ceci près que les appareils actuels font appel à un compas électronique de type fluxgate comme senseur en lieu et place du système opto-électrique de Casel.

#### Régulateurs d'allure
Les premiers pilotes automatiques sont apparus dès le milieu du XIXe siècle en Angleterre et aux États-Unis sur des voiliers modèles réduits de bassin (Pond Yachts en anglais). Ces voiliers disputaient des régates, avec des jauges et des règles de course étroitement codifiées, bien avant l'apparition de la radiocommande. Typiquement les parcours se faisaient sur des pièces d'eau allongées et des pénalités étaient prévues pour les arrêts sur les berges nécessitant une intervention du « skipper », seuls les virements de bord effectués à l'aide d'une perche n'étaient pas pénalisés. La stabilité de route était donc un facteur essentiel pour ces voiliers de course miniatures.
Il fallait compenser les écarts de route, et notamment la tendance à loffer lorsque la coque prenait de la gîte sous l'effet d'une rafale. Les formes du plan anti-dérive (quille longue notamment), l'étalement longitudinal du plan de voilure et les réglages d'écoute pouvaient assurer un certain degré de stabilité de route, tout en pénalisant la vitesse de pointe. 
- Le premier dispositif fut un capteur de gîte. Un contrepoids réglable (par translation) était installé en arrière de la mèche du gouvernail. Lors du coup de gîte, l'action du contrepoids orientait le gouvernail à l'abattée pour réduire la tendance à lofer, évitant ainsi un virement de bord intempestif.

- Vers 1904, le modéliste et régatier George Braine[13] inventa un système plus sophistiqué : un capteur d'effort différentiel entre la voile avant (le foc) et la voile arrière (la grand'voile). Un secteur de barre en forme de croissant était fixé sur la mèche du gouvernail et relié aux écoutes de foc et de grand voile. Ce système comportait de nombreuses possibilités de réglage grâce à des perforations dans le secteur de barre. Un amortissement avec rappel au neutre du gouvernail était réalisé par un élastique à tension variable.

- En 1933, Marin-Marie réalisa une traversée transatlantique en solitaire record, la première à la voile sur le cotre Winibelle II. Pour cette traversée, ce marin inventif mit au point un régulateur d'allure innovant. Winibelle II, voilier à longue quille et arrière norvégien, tenait facilement son cap barre amarrée aux allures de près et de vent de travers, mais pour les allures de grand largue et de vent arrière, plus instables, le skipper utilisa avec succès un système de trinquettes jumelles dont les écoutes étaient reliées à la barre par un système de poulies et de renvois, inspiré du système Braine.

- En 1935 le régulateur d'allure à girouette fut inventé par le régatier suédois Sam Berge, qui remporta un Championnat du Monde de voilier modèle avec ce système dit Vane gear[14] (en anglais).

- En 1936 Marin-Marie, réalise une seconde traversée transatlantique en solitaire sur la vedette à moteur diesel L'Arielle. Pour cette traversée au moteur, de New-York au Havre, le problème était autrement ardu. Marin-Marie avait équipé sa vedette de 13 m de deux gouvernails, le premier classique, sous la voûte arrière, relié à la barre à roue manuelle et le second, plus petit, installé sur le tableau arrière destiné à être entraîné par une girouette à contrepoids et axe vertical installée sur la timonerie. Ce régulateur d'allure, inspiré du vane gear des voiliers modèles était efficace par brise modérée à forte (tout en étant tributaire des sautes de vent) mais inopérant par calme ou vent léger. Ce système fut remplacé juste avant le départ par un pilote automatique (voir plus haut).

Pour ses exploits de navigateur, mais aussi pour son travail de pionnier en matière de pilotes automatiques Marin Marie se vit décerner la très convoitée Blue Water Medal par le Cruising Club of America

### Navigation à voile en solitaire
Les précurseurs comme Joshua Slocum, Vito Dumas ou Alain Gerbault devaient se contenter de régler au mieux leur voilier pour qu'il tienne à peu près une allure constante par rapport à la direction du vent, barre amarrée, et étaient parfois contraints de mettre leur bateau à la cape pour se reposer.

Les premiers régulateurs d'allure à girouette furent installés sur les voiliers de course transatlantique dans les années 1960 et 1964, comme celui de Blondie Hasler. Sir Francis Chichester, ancien pilote aéronautique spécialiste des longs raids aériens en solo alla s'informer directement auprès des très actifs clubs modélistes britanniques pour concevoir les régulateurs d'allures de ses célèbres Gypsy Moth III et IV.
En 1964 l'ingénieur français Paul Gianoli conçoit un régulateur d'allure perfectionné pour le Pen Duick II d'Éric Tabarly.

## Domaine automobile
Dans le domaine automobile, on utilise le terme « autonomie » pour mettre en parallèle la notion de pilote automatique du domaine aéronautique.
Le niveau d'autonomie d'un véhicule automobile marque une différence entre la conduite partiellement autonome (niveau 2) qui se réalise sous l'autorité du conducteur d'une part et la conduite conditionnellement autonome qui se réalise sous la responsabilité de la conduite autonome tant que les conditions le permettent (niveau 3) d'autre part.
Les dénominations « Chauffeur et Auto Pilot » sont considérées supérieure aux ADAS par la rédaction de "techniques ingenieur".

### Pilotage de voitures
Des constructeurs tels que Volkswagen, Audi et Tesla élaborent des pilotes automatiques pouvant conduire une voiture en autonomie partielle, cette part visant à être augmentée jusqu'à l'autonomie totale (niveau 5). Ces logiciels — de niveau 2+ — nécessitent que le conducteur tienne le volant des deux mains, encore au premier semestre 2021 pour l'autopilote Tesla.
En 2018, Nissan a déjà commercialisé à plus de 120 000 unités un système semi-autonome sous la marque ProPilot. Cette fonction est dotée d'un régulateur de vitesse « intelligent » et un ensemble de caméras capables de repérer le marquage au sol. Le système se désengage lorsque le conducteur agit sur la direction, accélère ou freine. Toutefois, pour que le conducteur reste en contrôle du véhicule, il doit conserver un contact direct avec le volant.

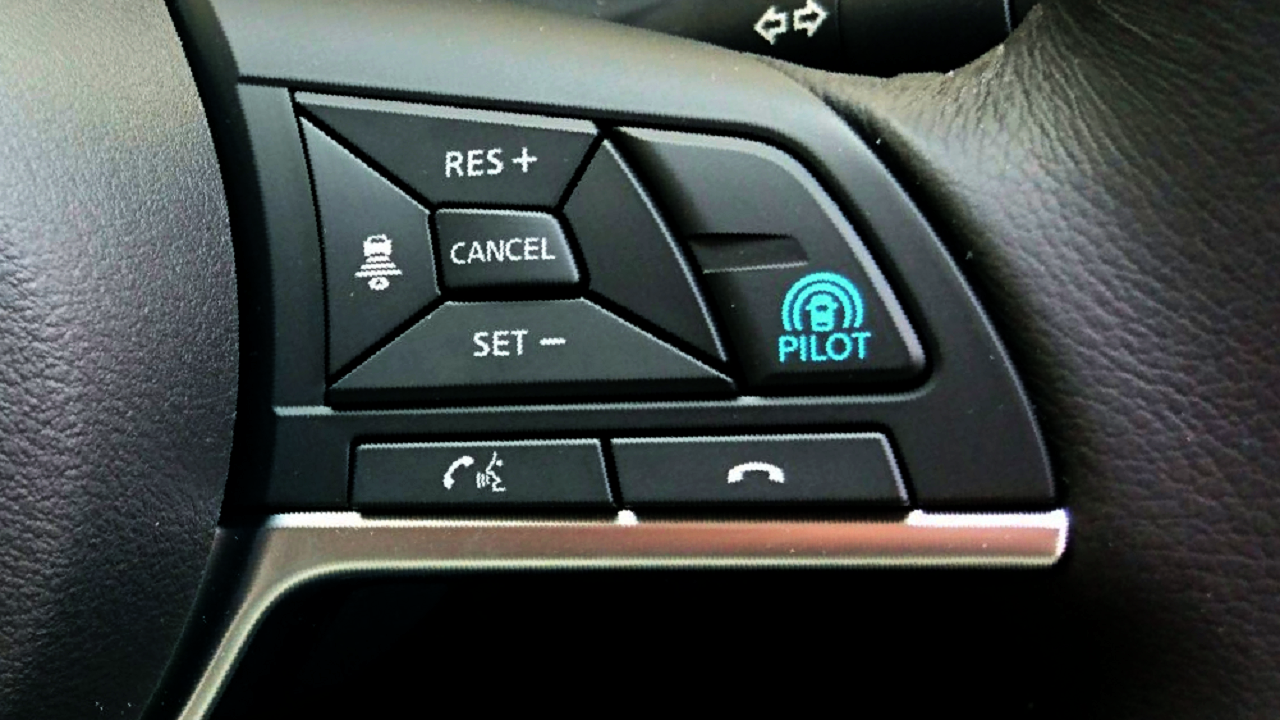
Nissan ProPilot, sur une Nissan Serena.

En 2019, la clause 70 du code de la route japonais exige du conducteur d’avoir le contrôle de la direction du véhicule, de son accélération, et du freinage à tout moment. Nissan utilise un logiciel de reconnaissance faciale pour respecter cette réglementation et le conducteur peut retirer ses mains du volant.
En octobre 2020, ce développement est encore à ses balbutiements lorsque Tesla devient la première entreprise à déployer progressivement auprès d’un nombre restreint de clients une version bêta-test du FSD (Full Self-Driving ou capacité de conduite entièrement autonome). Cette fonction Full Self-Driving n'est pas une fonction de conduite complètement autonome. L'accès de ces fonctionnalités au grand public est encore loin compte tenu du coût (environ 7 000 $ chez Tesla pour les premières versions encore très limitées), et surtout de la prudence des instances légales liée aux problèmes de responsabilité en cas d'accident.
En 2021, différents constructeurs proposent des systèmes de pilotage autoroutier semi-automatiques, de niveau 2 ou 2+ comme Volvo, Mercedes, BMW, Nissan ou Hyundai. Parmi les véhicules que l'on classe en niveau 2 (ou « 2+ ») se trouvent les assistances Nissan Pro Pilot, Tesla Auto Pilot, Toyota/Lexus Assisted Drive et Genesis/Hyundai/Kia Highway Driving Assist et Highway Drive Assist II. Mitsubishi Mi-Pilot est également de niveau 2.
Ces assistances de niveau 2 réalisent différentes taches de conduite comme le maintien dans la voie et l'adaptation de la vitesse mais nécessitent encore la responsabilité et la supervision du conducteur.
En 2021 est adopté le règlement sur le système automatisé de maintien dans la voie.
Nissan envisage la commercialisation d'un million de systèmes ProPilot dans les années à venir.
Mercedes-Benz lance une voiture dotée d'une fonction Drive Pilot de niveau 3 capable d'opérer sans les mains sur les routes jusqu'à des limitations de vitesse de 80 mph (soit environ 129 km/h).
Volvo prépare le développement d'un produit « Sentinel » basé sur le logiciel OnePilot.
En juillet 2021, Tesla commence à commercialiser dans certaines zones des États-Unis un service mensuel d'assistance à la conduite sous l’appellation full self-driving (FSD) pour un montant de 199 dollars américains mensuels, sous la responsabilité du conducteur.

### Pilotage des poids-lourds
Dans le domaine des poids-lourds, la présence d'un pilote automatique ne devrait pas supprimer le conducteur de poids-lourds avant 2030.

## Industrie ferroviaire
Il existe des lignes de métro sans conducteur, équipées d'un système de pilotage automatique niveau 4 (sans aucune intervention humaine). Elles sont généralement supervisées depuis un poste central,.
Côté trains de banlieue, en Île-de-France (France), certaines lignes de RER sont automatisées niveau 2 (RER A avec SACEM et son évolution GOA2) ou le seront (RER B, RER D et RER E) avec NExTEO en 2033. Puis au Royaume-Uni, le Crossrail (RER de Londres) sera partiellement automatisé.
Enfin, en 2021, la SNCF va tester un train de fret autonome niveau 4 avec une locomotive électrique BB 27000 automatisée et en 2023, elle testera des TGV autonomes niveau 2 et des TER autonomes niveau 3.